# Slaterocoris rarus
Slaterocoris rarus är en insektsart som beskrevs av Knight 1970. Slaterocoris rarus ingår i släktet Slaterocoris och familjen ängsskinnbaggar. Inga underarter finns listade i Catalogue of Life.